# Cincinnati Open 2018 - Qualificazioni singolare maschile
Le qualificazioni del singolare maschile del Cincinnati Open 2018 sono state un torneo di tennis preliminare per accedere alla fase finale della manifestazione. I vincitori dell'ultimo turno sono entrati di diritto nel tabellone principale. In caso di ritiro di uno o più giocatori aventi diritto a questi sono subentrati i lucky loser, ossia i giocatori che hanno perso nell'ultimo turno ma che avevano una classifica più alta rispetto agli altri partecipanti che avevano comunque perso nel turno finale.

## Teste di serie
1. John Millman (primo turno, ritirato)
2. Ryan Harrison (primo turno)
3. Malek Jaziri (ultimo turno, lucky loser)
4. Tennys Sandgren (primo turno)
5. Dušan Lajović (qualificato)
6. Cameron Norrie (primo turno)
7. Daniil Medvedev (qualificato)

1. Feliciano López (primo turno)
2. Guillermo García López (ultimo turno, lucky loser)
3. Yūichi Sugita (primo turno)
4. Denis Kudla (qualificato)
5. Tarō Daniel (primo turno)
6. Mirza Bašić (primo turno)
7. Jozef Kovalík (primo turno)

## Qualificati
1. Michael Mmoh
2. Hubert Hurkacz
3. Denis Kudla
4. Bradley Klahn

1. Dušan Lajović
2. Marius Copil
3. Daniil Medvedev

### Lucky loser
1. Guillermo García López

1. Malek Jaziri

## Tabellone

### Legenda
| - Q = Qualificato - WC = Wild card - LL = Lucky loser | - ALT = Alternate - SE = Special Exempt - PR = Protected Ranking | - w/o = Walkover - r = Ritirato - d = Squalificato |

### Sezione 1
|  | Primo turno | Primo turno  | Primo turno  | Primo turno | Primo turno |  |  | Ultimo turno | Ultimo turno | Ultimo turno | Ultimo turno | Ultimo turno |  |
|  |             |              |              |             |             |  |  |              |              |              |              |              |  |
|  | 1           | John Millman | John Millman | 5           | r           |  |  |              |              |              |              |              |  |
|  |             | Tim Smyczek  | Tim Smyczek  | 5           |             |  |  |              | Tim Smyczek  | 1            | 6            | 2            |  |
|  |             | Michael Mmoh | Michael Mmoh | 6           | 6           |  |  |              | Michael Mmoh | 6            | 2            | 6            |  |
|  | 13          | Mirza Bašić  | Mirza Bašić  | 3           | 3           |  |  |              |              |              |              |              |  |

### Sezione 2
|  | Primo turno | Primo turno    | Primo turno    | Primo turno | Primo turno |  |  | Ultimo turno | Ultimo turno   | Ultimo turno   | Ultimo turno | Ultimo turno |  |
|  |             |                |                |             |             |  |  |              |                |                |              |              |  |
|  | 2           | Ryan Harrison  | Ryan Harrison  | 3           | 3           |  |  |              |                |                |              |              |  |
|  |             | Hubert Hurkacz | Hubert Hurkacz | 6           | 6           |  |  |              | Hubert Hurkacz | Hubert Hurkacz | 7            | 7            |  |
|  |             | Ivo Karlović   | Ivo Karlović   | 7           | 6           |  |  |              | Ivo Karlović   | Ivo Karlović   | 63           | 64           |  |
|  | 12          | Tarō Daniel    | Tarō Daniel    | 65          | 3           |  |  |              |                |                |              |              |  |

### Sezione 3
|  | Primo turno | Primo turno      | Primo turno     | Primo turno | Primo turno |  |  | Ultimo turno | Ultimo turno | Ultimo turno | Ultimo turno | Ultimo turno |  |
|  |             |                  |                 |             |             |  |  |              |              |              |              |              |  |
|  | 3           | Malek Jaziri     | 62              | 6           | 7           |  |  |              |              |              |              |              |  |
|  | WC          | Bjorn Fratangelo | 7               | 3           | 62          |  |  | 3            | Malek Jaziri | Malek Jaziri | 3            | 1            |  |
|  |             | Evgenij Donskoj  | Evgenij Donskoj | 2           | 4           |  |  | 11           | Denis Kudla  | Denis Kudla  | 6            | 6            |  |
|  | 11          | Denis Kudla      | Denis Kudla     | 6           | 6           |  |  |              |              |              |              |              |  |

### Sezione 4
|  | Primo turno | Primo turno            | Primo turno            | Primo turno | Primo turno |  |  | Ultimo turno | Ultimo turno           | Ultimo turno           | Ultimo turno | Ultimo turno |  |
|  |             |                        |                        |             |             |  |  |              |                        |                        |              |              |  |
|  | 4           | Tennys Sandgren        | Tennys Sandgren        | 4           | 6(1)        |  |  |              |                        |                        |              |              |  |
|  |             | Bradley Klahn          | Bradley Klahn          | 6           | 7           |  |  |              | Bradley Klahn          | Bradley Klahn          | 7            | 7            |  |
|  |             | Ričardas Berankis      | Ričardas Berankis      | 4           | 3           |  |  | 9            | Guillermo García López | Guillermo García López | 62           | 6(1)         |  |
|  | 9           | Guillermo García López | Guillermo García López | 6           | 6           |  |  |              |                        |                        |              |              |  |

### Sezione 5
|  | Primo turno | Primo turno      | Primo turno      | Primo turno | Primo turno |  |  | Ultimo turno | Ultimo turno     | Ultimo turno | Ultimo turno | Ultimo turno |  |
|  |             |                  |                  |             |             |  |  |              |                  |              |              |              |  |
|  | 5           | Dušan Lajović    | Dušan Lajović    | 7           | 6           |  |  |              |                  |              |              |              |  |
|  | WC          | Mitchell Krueger | Mitchell Krueger | 63          | 4           |  |  | 5            | Dušan Lajović    | 2            | 6            | 6            |  |
|  |             | Marcos Baghdatis | Marcos Baghdatis | 7           | 6           |  |  |              | Marcos Baghdatis | 6            | 2            | 3            |  |
|  | 8           | Feliciano López  | Feliciano López  | 65          | 3           |  |  |              |                  |              |              |              |  |

### Sezione 6
|  | Primo turno | Primo turno       | Primo turno       | Primo turno | Primo turno |  |  | Ultimo turno | Ultimo turno      | Ultimo turno      | Ultimo turno | Ultimo turno |  |
|  |             |                   |                   |             |             |  |  |              |                   |                   |              |              |  |
|  | 6           | Cameron Norrie    | 4                 | 6           | 3           |  |  |              |                   |                   |              |              |  |
|  |             | Marius Copil      | 6                 | 3           | 6           |  |  |              | Marius Copil      | Marius Copil      | 6            | 7            |  |
|  | WC          | Jeffrey John Wolf | Jeffrey John Wolf | 7           | 7           |  |  | WC           | Jeffrey John Wolf | Jeffrey John Wolf | 4            | 62           |  |
|  | 14          | Jozef Kovalík     | Jozef Kovalík     | 6           | 65          |  |  |              |                   |                   |              |              |  |

### Sezione 7
|  | Primo turno | Primo turno        | Primo turno | Primo turno | Primo turno |  |  | Ultimo turno | Ultimo turno       | Ultimo turno | Ultimo turno | Ultimo turno |  |
|  |             |                    |             |             |             |  |  |              |                    |              |              |              |  |
|  | 7           | Daniil Medvedev    | 2           | 7           | 6           |  |  |              |                    |              |              |              |  |
|  | WC          | Christian Harrison | 6           | 5           | 4           |  |  | 7            | Daniil Medvedev    | 4            | 7            | 6            |  |
|  | PR          | Yoshihito Nishioka | 6(1)        | 6           | 6           |  |  | PR           | Yoshihito Nishioka | 6            | 6(1)         | 2            |  |
|  | 10          | Yūichi Sugita      | 7           | 3           | 3           |  |  |              |                    |              |              |              |  |